# Indira Radić
Indira Radić, cyr. Индира Радић, właśc. Indira Subotić (ur. 14 czerwca 1966 w Dragalovci) – serbska i jugosłowiańska piosenkarka wykonująca muzykę dance, pop i turbofolk.

## Dzieciństwo i młodość
Jest córką bośniackiego Serba Živko Suboticia i Rosy z d. Radić. Imię otrzymała dla upamiętnienia Indiry Gandhi. Już w dzieciństwie ujawniła talent muzyczny i występowała w konkursach wokalnych dla dzieci. Po ukończeniu szkoły podstawowej uczyła się w szkole medycznej w Doboju. Przez trzy lata pracowała jako pielęgniarka w szpitalu w Zagrzebiu.

## Kariera
W 1991 Indira Radić wystartowała w najbardziej prestiżowym w Jugosławii konkursie dla początkujących wokalistów w Sarajewie. Przeprowadzenie finału uniemożliwił wybuch wojny. W 1992 udało się młodej wokalistce nagrać pierwszy album Nagrada i kazna, wspólnie z zespołem Južni vetar. Tuż po wydaniu albumu przeniosła się wraz z rodziną do Belgradu, gdzie w latach 1993–1994 wydała dwa kolejne albumy z zespołem Južni vetar. W 1995 ukazał się pierwszy album solowy piosenkarki – Idi iz života moga.
W 2005 odbyła tournée po Bułgarii, zdobywając nagrodę dla najlepszej piosenkarki bałkańskiej. W 2009 została wyróżniona w Serbii tytułem Piosenkarki Roku. W tym samym roku nagrała utwór Možda baš ti, w duecie z Ivanem Plavšiciem. Dochód z tego utworu piosenkarze przekazali na cele charytatywne, co przyniosło Indirze Radić Nagrodę Wielkiego Serca.
W dwudziestą rocznicę rozpoczęcia kariery, w grudniu 2011 Indira wydała swój piętnasty album Istok, sever, jug i zapad, zawierający 17 utworów, w tym jeden – Maria wykonany po francusku w duecie ze Stanko Marinkoviciem. W ciągu 24 godzin od premiery teledysku w serwisie YouTube uzyskał on ponad 100 tysięcy wyświetleń.

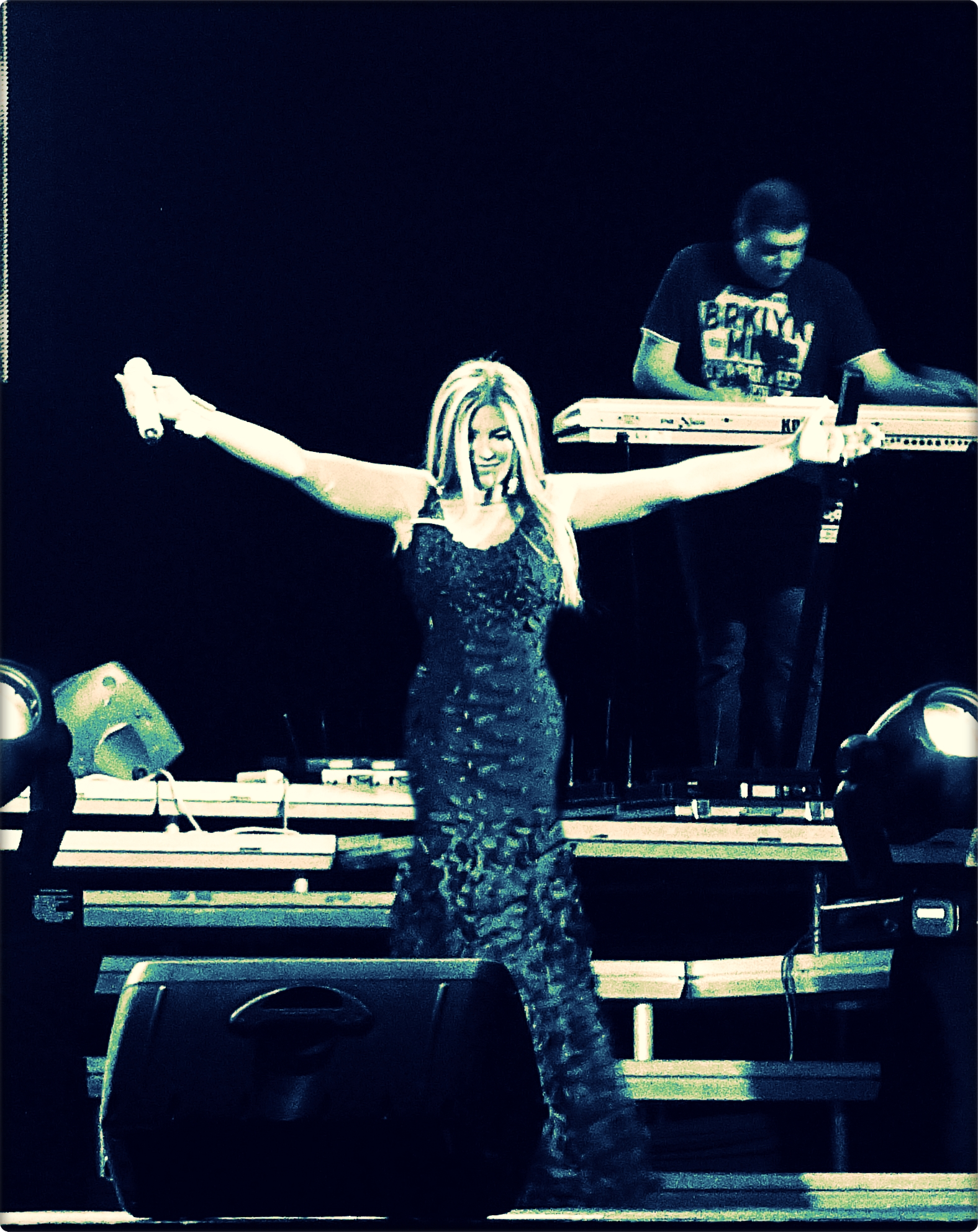
Indira Radić na koncercie (2013)

## Życie prywatne
Jest rozwiedziona, ma syna Severina (ur. 1991), mieszka z matką w Belgradzie. W 2018 została babką.

## Dyskografia

### Albumy studyjne
- 1992: Nagrada i kazna (Nagroda i kara)
- 1993: Zbog tebe (Z twojego powodu)
- 1994: Ugasi me
- 1995: Idi iz života moga (Odejdź z mojego życia)
- 1996: Krug (Krąg)
- 1997: Izdajnik (Zdrajca)
- 1998: Voliš li me ti (Czy mnie kochasz)
- 2000: Milenijum
- 2001: Gde ćemo večeras (Gdzie pójdziemy wieczorem)
- 2002: Pocrnela burma
- 2003: Zmaj (Smok)
- 2005: Ljubav kad prestane
- 2007: Lepo se provedi
- 2008: Heroji (Bohaterowie)
- 2011: Istok, sever, jug i zapad (Wschód, Północ, Południe i Zachód)
- 2015: Niko nije savršen (Nikt nie jest doskonały)

### Albumy koncertowe
- 2004: Hala Sportova 27.04.2004. Beograd

### Kompilacje
- 2013: Best of Indira